# Schleuse Schönwalde
Die Schleuse Schönwalde ist eine Schleuse im Havelkanal im Bundesland Brandenburg in der Bundesrepublik Deutschland. Sie verbindet die unterschiedlichen Wasserspiegelhöhen der Unteren Havel-Wasserstraße und der Oberen Havel-Wasserstraße im Havelkanal unter Umgehung des Berliner Stadtgebiets. Sie befindet sich westlich von Schönwalde-Siedlung, im Süden der amtsfreien Gemeinde Schönwalde-Glien.

## Die Schleuse
Die Schleuse Schönwalde hat eine nutzbare Kammerlänge von 82,20 Metern und eine Breite von 12,00 Metern. Die maximale Fallhöhe beträgt 2,25 Meter. Die Schleusenkammer besitzt massive Schleusenhäupter und ihre Wände bestehen aus einfach verankerten Stahlspundbohlen. Auf die Kammerwände wurden Schwergewichtsmauern aufgesetzt. Die Sohlen der Schleusenhäupter liegen auf gleicher Höhe, wodurch der Drempelabfall bereits vor dem oberen Tor stattfindet. Diese nicht standardisierte Bauart wurde gewählt, um im Ober- und Unterhaupt identische Torkonstruktionen verwenden zu können. Sie ist vor allem der damaligen Materialknappheit geschuldet. Dadurch wurde es möglich, nur ein Torflügelpaar für eventuelle Havariefälle in Reserve zu halten. Die Stemmtore erhielten zwei mit Segmentschützen verschließbare Öffnungen in jedem Torflügel. Für die zur Bauzeit noch übliche Schleppschifffahrt wurde zur Erleichterung des Betriebes auf der Nordseite der Schleusenhäupter zum Verholen der antriebslosen Schleppkähne ein elektrisches Spill gebaut.

### Schiffsverkehr an der Schleuse
Es werden alle geschleusten Fahrzeuge betrachtet. Dazu zählen neben den Güterschiffen auch Schubboote, Fahrgastschiffe, Sportboote und sonstige Fahrzeuge.
| Entwicklung der Schiffspassagen (2000 bis 2013)                                   | Entwicklung der Schiffspassagen (2000 bis 2013) | Entwicklung der Schiffspassagen (2000 bis 2013) | Entwicklung der Schiffspassagen (2000 bis 2013) | Entwicklung der Schiffspassagen (2000 bis 2013) | Entwicklung der Schiffspassagen (2000 bis 2013) | Entwicklung der Schiffspassagen (2000 bis 2013) | Entwicklung der Schiffspassagen (2000 bis 2013) | Entwicklung der Schiffspassagen (2000 bis 2013) | Entwicklung der Schiffspassagen (2000 bis 2013) | Entwicklung der Schiffspassagen (2000 bis 2013) | Entwicklung der Schiffspassagen (2000 bis 2013) | Entwicklung der Schiffspassagen (2000 bis 2013) | Entwicklung der Schiffspassagen (2000 bis 2013) |
| --------------------------------------------------------------------------------- | ----------------------------------------------- | ----------------------------------------------- | ----------------------------------------------- | ----------------------------------------------- | ----------------------------------------------- | ----------------------------------------------- | ----------------------------------------------- | ----------------------------------------------- | ----------------------------------------------- | ----------------------------------------------- | ----------------------------------------------- | ----------------------------------------------- | ----------------------------------------------- |
| 9406                                                                              | 8799                                            | 7719                                            | 5222                                            | 4583                                            | 4204                                            | 4166                                            | 3952                                            | 3826                                            | 3900                                            | 3695                                            | 4000                                            | 4026                                            | 4327                                            |
| 2000                                                                              | 2001                                            | 2002                                            | 2003                                            | 2004                                            | 2005                                            | 2006                                            | 2007                                            | 2008                                            | 2009                                            | 2010                                            | 2011                                            | 2012                                            | 2013                                            |
| Entwicklung der Anzahl der geschleusten Gütertonnen im Zeitraum von 2000 bis 2013 |                                                 |                                                 |                                                 |                                                 |                                                 |                                                 |                                                 |                                                 |                                                 |                                                 |                                                 |                                                 |                                                 |
| 955633                                                                            | 985469                                          | 834393                                          | 465601                                          | 432782                                          | 371469                                          | 378881                                          | 360871                                          | 280864                                          | 203849                                          | 324858                                          | 325014                                          | 337839                                          | 380694                                          |
| 2000                                                                              | 2001                                            | 2002                                            | 2003                                            | 2004                                            | 2005                                            | 2006                                            | 2007                                            | 2008                                            | 2009                                            | 2010                                            | 2011                                            | 2012                                            | 2013                                            |

## Karten
- Folke Stender: Redaktion Sportschifffahrtskarten Binnen 1. Nautische Veröffentlichung Verlagsgesellschaft, ISBN 3-926376-10-4.
- W. Ciesla, H. Czesienski, W. Schlomm, K. Senzel, D. Weidner: Schiffahrtskarten der Binnenwasserstraßen der Deutschen Demokratischen Republik 1:10.000. Band 4. Herausgeber: Wasserstraßenaufsichtsamt der DDR, Berlin 1988, OCLC 830889996.